# Fútbol Club Dinámicos Junior
El Fútbol Club Dinámicos Junior es un club de fútbol panameño del Distrito de Chepo en la Provincia de Panamá, Panamá. Actualmente participa en la Segunda División de Panamá, luego de salir campeón de la tercera división en 2021 y su ascenso desde 2022.

## Historia
El Club fue fundado el 9 de julio de 2005, en el Distrito de Chepo, al sector este de la Provincia de Panamá. Desde su fundación el club ha participado en diferentes torneos de la liga distrital de Chepo, clasificándose en algunas ocasiones a la liga provincial de Panamá Este. 
Su participación más importante fue en la edición 2018-19, logrando clasificarse a la Copa Rommel Fernández 2020, conocida en ese entonces como la tercera división de Panamá. Luego de que se suspendiera dicha edición, se clasificó automáticamente a la edición 2021, en la cual inició su participación derrotando de visitante 2-6 al equipo Loma Fútbol Club. Finalizó en el primer lugar del grupo B de la zona 1, con un saldo de tres victorias y una derrota, la misma fue de visitante 2-0 contra el Club Deportivo Rex (San Miguelito) en el Estadio Luis Ernesto Cascarita Tapia. En la siguiente fase disputó las semifinales contra el Atlético Deportivo Panamá Viejo igualando durante el tiempo reglamentario y venciendo en la tanda de penales tres goles por dos, clasificándose así a la final de zona 1. En la final se enfrentó a la Asociación de Fútbol Nuevo Chorrillo en el Estadio Maracaná de Panamá, igualando a dos goles en tiempo reglamentario y venciendo en una extendida ronda de penales diez goles a nueve y coronándose campeón de zona.
En la gran final se enfrentó al equipo de Deportivo Altamira de Chiriquí, en el Estadio Agustín Muquita Sánchez de la Ciudad de La Chorrera. Venciéndolo seis goles por cero en el tiempo reglamentario, alzándose con el título de campeón y el ascenso directo a la Segunda División de Panamá. Sin embargo el ascenso no se concretó debido a que el mismo fue suspendido durante esa temporada.

## Entrenadores

### Lista de directores técnicos
- José Mosquera (2005 - )

## Palmarés

### Torneos Nacionales
- Campeón de Copa Rommel Fernández 2021.

### Otros logros
- Campeón de Zona 1 de Copa Rommel Fernández 2021.